# 索利-伊列茨克
51°10′N 54°59′E / 51.167°N 54.983°E

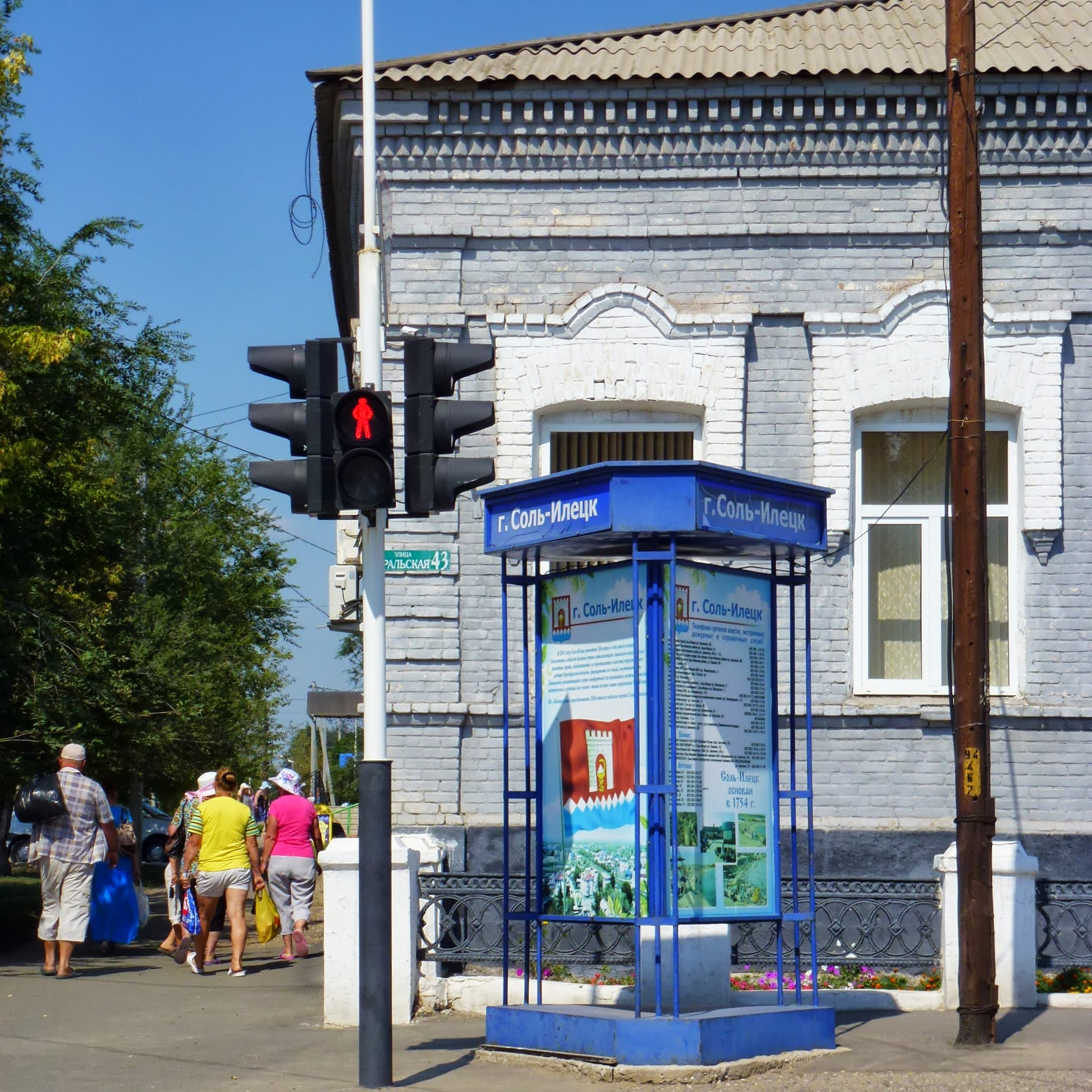

索利-伊列茨克 （俄语：Соль-Иле́цк）是俄羅斯奧倫堡州的一個城市，位於奧倫堡以南70公里伊列克河畔。2002年人口26,883人。
17世紀建立，1945年改為現名。因附近有鹽層 （是鹽的意思），故為療養地。